# Sahunyjai járás

A Sahunyjai járás a Nyizsnyij Novgorod-i területen

A Sahunyjai járás (oroszul Шахунский район) Oroszország egyik járása a Nyizsnyij Novgorod-i területen. Székhelye Sahunyja.

## Népesség
- 2010-ben 41 511 lakosa volt, melynek 96,9%-a orosz.